# Social Desktop

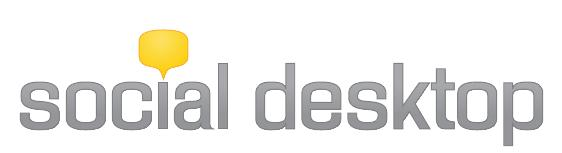
Social Desktop Logo

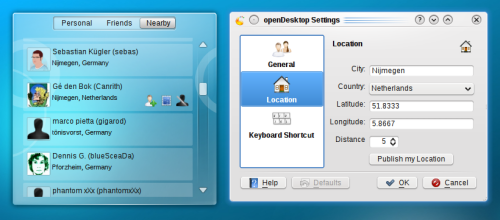
Social Desktop Plasmoid (KDE 4.3 beta)

Hinter dem Social Desktop (auf Deutsch: sozialer Desktop) steht die Idee, Interaktionen mit Online-Communitys und Web-Zusammenarbeit auch von herkömmlichen Computer-Desktops aus zu ermöglichen. Ferner ist der Grundgedanke des Social Desktop, die Kommunikation zwischen einzelnen Mitgliedern der Online-Community zu ermöglichen. Weitere Bestandteile sind benutzergenerierte Inhalte wie Programme, Illustrationen, eine gemeinschaftlich gepflegte Veranstaltungsdatenbank sowie Wissendatenbanken.
Vor allem in Open-Source-Desktop-Umgebungen wie KDE oder Gnome wird aktiv an einer Integration gearbeitet. Das im Juli 2009 erschienene KDE 4.3 hat dazu erstmals ein Social Desktop-Plasmoid integriert. Den Social Desktop präsentierte Frank Karlitschek erstmals 2008 während der KDE-Entwicklerkonferenz aKademy.

## Backend
Als Backend des Social Desktop dient die Open Collaboration Services API, eine  REST-basierte API, die von openDesktop.org entwickelt und als  freedesktop.org-Standard definiert worden ist.

## Komponenten des Social Desktop

### Neuigkeiten
Stark personalisierte Nachrichten für den Benutzer aus seinem Freundeskreis mit ausgewählten Daten und Neuigkeiten

### Personen und Gruppen
Gruppenfunktionen erlauben es den Benutzern, andere Benutzer mit denselben Interessen zu finden, diese kennenzulernen und sich mit ihnen zu treffen. Des Weiteren sind Diskussionen innerhalb der Gruppen möglich, das gemeinschaftliche Teilen von Wissen und Daten ist ebenso möglich.   

### Aktivitäten
Informiert den Benutzer über die Geschehnisse in seinem Freundeskreis, wenn z. B. ein Freund einen neuen Blogeintrag geschrieben hat oder auf der Suche nach einem neuen Arbeitsplatz ist.

### Veranstaltungen
Die Veranstaltungsdatenbank informiert über Open Source Konferenzen oder Linux-Benutzertreffen in der Nähe des Benutzers. Jeder Benutzer kann eigene Veranstaltungen organisieren und eintragen, an anderen teilnehmen und kommentieren. 

### Wissensdatenbank
Fragen und Antworten bestimmte Programme betreffend können gestellt und beantwortet werden. Des Weiteren ist das Beschreiben von Tipps und Tricks seitens des Benutzers oder des Projekteigentümers möglich.

## Umsetzung
Alle der beschriebenen Komponenten sind bereits über die Website openDesktop.org einsehbar und nutzbar. Eine erste Umsetzung der Idee in Form eines Plasmoids, ein kleines Desktop-Applet für den KDE-Desktop, ist bereits vorhanden. Die Version 4.3 des KDE-Desktops wird dieses integriert haben.
Darüber hinaus arbeitet das offizielle KDE-Gemeinschaftsforum an einer Umsetzung bzw. Integration der Open Collaboration Services API für die Plattform.